# Прайморіальне просте число
У теорії чисел прайморіальним простим числом називають просте число вигляду pn# ± 1, де pn# — прайморіал pn (тобто добуток перших n простих чисел).
pn# − 1 є простим для n = 2, 3, 5, 6, 13, 24, … послідовність A057704 з Онлайн енциклопедії послідовностей цілих чисел, OEIS
pn# + 1 є простим для n = 1, 2, 3, 4, 5, 11, … послідовність A014545 з Онлайн енциклопедії послідовностей цілих чисел, OEIS
Декілька перших прайморіальних простих:
3, 5, 7, 29, 31, 211, 2309, 2311, 30 029, 200 560 490 131, 304 250 263 527 209, … послідовність A228486 з Онлайн енциклопедії послідовностей цілих чисел, OEIS.
Найбільшим відомим прайморіальним простим числом вигляду «pn# − 1» є число 3267113# — 1 з 1418398 знаками, його знайдено 2021 року в проєкті PrimeGrid.
Найбільшим відомим прайморіальним простим числом вигляду «pn# + 1» є число 392113# + 1 з 169966 знаками, яке знайшов Даніель Гоєр 2001 року.

### Числа Евкліда
Числа вигляду pn# + 1 (не обов'язково прості) називають числами Евкліда.
Декілька перших чисел Евкліда:
3, 7, 31, 211, 2311, 30 031, 510 511, … послідовність A006862 з Онлайн енциклопедії послідовностей цілих чисел, OEIS.

Поширена думка, що ідея прайморіальних простих належить Евкліду і з'явилася в його доведенні нескінченності числа простих чисел: припустимо, що існує тільки n простих чисел, тоді число pn# + 1 взаємно просте з ними, а отже воно є простим, або існує ще одне просте число.
Відкритою проблемою залишається, скінченна чи нескінченна кількість прайморіальних простих чисел (і, зокрема, простих чисел Евкліда).
Число Евкліда E6 = 13# + 1 = 30031 = 59 x 509 складене, що демонструє, що не всі числа Евкліда прості.
Числа Евкліда не можуть бути квадратними, оскільки вони завжди порівнянні з 3 mod 4.
Для всіх n ≥ 3 останній знак En дорівнює 1, оскільки En − 1 ділиться на 2 та 5.